# Gjance
Gjance (anglicky Gyantse, občas Gyangtse či Gyangdzê; tibetsky རྒྱལ་རྩེ་, Wylie rgyal rtse; čínsky 江孜镇) je město v Tibetské autonomní oblasti, čtvrté největší město v Tibetu vůbec (po Lhase, Žikace a Čhamdu).
Město má okolo 8000 obyvatel (někde se uvádí až 30.000 obyvatel) a leží okolo 4000 m n. m. Nachází se asi 254 km jihozápadně od Lhasy na silnici spojující Káthmándú, Nepál a Lhasu. Dominantu města tvoří pevnost, která byla vystavěna v roce 1390. Během Younghusbandovy expedice (1903–1904) pevnost obsadili Britové a poté, co Tibet podepsal s Brity smlouvu, byla v Gjance zřízena britská obchodní kancelář.Zajímavý je také klášter Palkhor-čchöde se stupou Kumbum původně z 15. stol. Areál byl značně poškozen za kulturní revoluce a současný stav je z renovace kolem r.2000. Mezi klášterem a centrem města je několik uliček s autentickou atmosférou Tibetu.
Město bylo značně poškozeno v době kulturní revoluce.